# Einar Liberg
Einar Liberg, né le 16 octobre 1873 à Elverum (Norvège) et mort le 9 septembre 1955 à Oslo (Norvège), est un tireur sportif norvégien, quadruple champion olympique de tir.

## Palmarès
- Jeux olympiques d'été de 1908 à Londres (Royaume-Uni) :
  -  Médaille d'or en carabine libre par équipes.

- Jeux olympiques d'été de 1912 à Stockholm (Suède) :
  -  Médaille d'argent en carabine libre par équipes.

- Jeux olympiques d'été de 1920 à Anvers (Belgique) :
  -  Médaille d'or en tir au cerf courant coup simple par équipes.
  -  Médaille d'or en tir au cerf courant coup double par équipes.
  -  Médaille de bronze en tir au cerf courant coup double.

- Jeux olympiques d'été de 1924 à Paris (France) :
  -  Médaille d'or en tir au cerf courant coup simple par équipes.
  -  Médaille d'argent en tir au cerf courant coup double par équipes.